# Baldwin-Whitcomb 66T
As Baldwin-Whitcomb 66T foram locomotivas diesel-elétricas  fabricadas pela Whitcomb Locomotive Works, subsidiária da Baldwin Locomotive Works, junto com as Whitcomb 60T (EFVM) e Whitcomb 94T (EFS).
Um relatório do Export-Import Bank of Washigton  de 1946 cita a aprovação de crédito para exportação de locomotivas pela Whitcomb Locomotive Co. no valor de $1,925,500 para o Brasil em 20 de fevereiro de 1946, entretanto não cita que empresa ferroviária e qual tipo e quantidade de locomotiva seria adquirida.

## End-Cab da VFFLB e RVC
Foram compradas pela RVC e VFFLB, onde cada companhia recebeu 15 unidades. Esta locomotiva era provavelmente eram um versão menor e mais leve do modelo DRS-6-4-660NA, vendido para a França e Marrocos, haja vista a motorização (606 NA), aparência e truque (A1A). Também foram produzidas na mesma época, entretanto não se fazem referência a exportação desta locomotivas ao Brasil  .

## Preservação
Existe uma unidade ex-RVC reformada e  preservada em Fortaleza, em exposição estática na Transnordestina Logística. 
É possível ver essa locomotiva no documentário O ÚLTIMO APITO - A história da estrada de ferro no Ceará.